# 1935年の東京巨人軍
1935年の東京巨人軍（1935ねんのとうきょうきょじんぐん）では、1935年の東京巨人軍における動向をまとめる。
前年、大日本東京野球倶楽部として発足したチームは、2月14日、横浜港から秩父丸に乗り、第1回アメリカ遠征に出発した。アメリカでは、サンフランシスコでの試合を皮切りに、バスで東へ移動しながら、各地で試合を行い、デトロイトで折り返して西海岸に戻ってくる行程を取った。マイナーリーグを中心としたチームと対戦し、75勝33敗1分 勝率.694の好成績を収めた。対戦結果は日本でも連日報じられ、この活躍を受けて、全国でプロ野球チーム発足の機運が高まり、翌年のプロ野球リーグ発足に繋がった。
第1回アメリカ遠征の対戦チーム、サンフランシスコ・シールズを率いていたフランク・オドールは、大日本東京野球倶楽部のマネージャーをしていた鈴木惣太郎に、「大日本東京野球倶楽部」というチーム名はアメリカでは解りにくいから、チームの愛称を付けることを提唱した。そこで、ニューヨーク・ジャイアンツを参考にして、アメリカ遠征中は「東京ジャイアンツ」と名乗ることにした。これがきっかけとなり、大日本東京野球倶楽部は帰国後に「東京巨人軍」と改称されることになった。

## できごと
- 大日本東京野球倶楽部が初のアメリカ遠征を行い、7月16日までに2Aのパシフィックコーストリーグの8球団のほか、カナダ・メキシコ・ハワイへも訪れ、ノンプロ・大学・在留邦人のチームと計109試合を戦い、75勝33敗1分の成績を残す。遠征中は「東京ジャイアンツ」と名乗り、チームの愛称「巨人」が事実上誕生されたとされている[1]。